# Campionati mondiali di slittino 2009
I Campionati mondiali di slittino 2009, quarantunesima edizione della manifestazione organizzata dalla Federazione Internazionale Slittino, si tennero dal 6 all'8 febbraio 2009 a Lake Placid, negli Stati Uniti d'America, sulla pista del monte Van Hoevenberg, la stessa sulla quale si svolsero le competizioni del bob e dello slittino ai Giochi di Lake Placid 1980 e le competizioni iridate nel 1983; furono disputate gare in quattro differenti specialità: nel singolo uomini, nel singolo donne, nel doppio e nella prova a squadre.
Vincitrice del medagliere fu la nazionale tedesca, capace di conquistare due titoli e quattro medaglie sulle dodici assegnate in totale: quelle d'oro furono vinte da Felix Loch nel singolo uomini, che bissò il titolo vinto l'anno precedente e dalla squadra composta dallo stesso Loch insieme a Natalie Geisenberger, André Florschütz e Torsten Wustlich nella prova a squadre. La gara del doppio vide la vittoria della coppia italiana formata da Gerhard Plankensteiner ed Oswald Haselrieder, mentre nell'individuale femminile l'oro andò alla rappresentante della squadra statunitense Erin Hamlin, divenendo la prima donna non europea a salire sul podio nelle quarantuno edizioni dei mondiali disputate.
Oltre al tedesco Felix Loch, che vinse due medaglie d'oro, gli altri atleti che riuscirono a salire per due volte sul podio in questa rassegna iridata furono i connazionali Natalie Geisenberger, André Florschütz e Torsten Wustlich e l'austriaco Daniel Pfister.

## Risultati

### Singolo uomini
La gara fu disputata il 7 febbraio nell'arco di due manches e presero parte alla competizione 43 atleti in rappresentanza di 18 differenti nazioni; campione uscente era il tedesco Felix Loch, che riuscì a bissare il titolo ottenuto nella precedente edizione, davanti all'italiano Armin Zöggeler, già campione mondiale a Lillehammer 1995, a Schönau am Königssee 1999, a Calgary 2001, a Sigulda 2003 ed a Park City 2005 nonché campione olimpico a Salt Lake City 2002 ed a Torino 2006, ed all'austriaco Daniel Pfister.
| Pos. | Atleti           | Nazione     | Tempo    | Distacco |
| ---- | ---------------- | ----------- | -------- | -------- |
|      | Felix Loch       | Germania    | 1'44"336 |          |
|      | Armin Zöggeler   | Italia      | 1'44"549 | +0"213   |
|      | Daniel Pfister   | Austria     | 1'45"037 | +0"701   |
| 4    | Al'bert Demčenko | Russia      | 1'45"208 | +0"872   |
| 5    | Jan Eichhorn     | Germania    | 1'45"226 | +0"890   |
| 6    | Bengt Walden     | Stati Uniti | 1'45"242 | +0"906   |
| 7    | David Möller     | Germania    | 1'45"459 | +1"123   |
| 8    | Stefan Höhener   | Svizzera    | 1'45"532 | +1"196   |
| 9    | David Mair       | Italia      | 1'45"602 | +1"266   |
| 10   | Andi Langenhan   | Germania    | 1'45"671 | +1"335   |

### Singolo donne
La gara fu disputata il 6 febbraio nell'arco di due manches e presero parte alla competizione 32 atlete in rappresentanza di 16 differenti nazioni; campionessa uscente era la tedesca Tatjana Hüfner, che concluse la prova al sesto posto, ed il titolo fu conquistato dalla statunitense Erin Hamlin davanti all'altra teutonica Natalie Geisenberger, già medaglia d'argento nella precedente edizione, ed all'ucraina Natalija Jakušenko, che aveva già conquistato una medaglia iridata nella gara a squadre a Calgary 1990 quando ancora difendeva i colori della squadra sovietica. La vittoria della Hamlin, oltre ad essere la prima medaglia in assoluto conquistata da una slittinista non europea ai campionati mondiali, segnò anche la conclusione di una striscia record di vittorie da parte delle atlete tedesche, che tra Giochi olimpici, mondiali e Coppa del Mondo erano salite sul gradino più alto del podio nelle ultime 99 competizioni; l'ultima vittoria di un'atleta non teutonica risaliva infatti al 29 novembre 1997, quando l'austriaca Andrea Tagwerker si impose in Coppa del Mondo sul tracciato di Schönau am Königssee.
| Pos. | Atleti               | Nazione     | Tempo    | Distacco |
| ---- | -------------------- | ----------- | -------- | -------- |
|      | Erin Hamlin          | Stati Uniti | 1'28"098 |          |
|      | Natalie Geisenberger | Germania    | 1'28"285 | +0"187   |
|      | Natalija Jakušenko   | Ucraina     | 1'28"334 | +0"236   |
| 4    | Alex Gough           | Canada      | 1'28"615 | +0"517   |
| 5    | Julia Clukey         | Stati Uniti | 1'28"622 | +0"524   |
| 6    | Tatjana Hüfner       | Germania    | 1'28"802 | +0"704   |
| 7    | Ashley Walden        | Stati Uniti | 1'28"844 | +0"746   |
| 8    | Maija Tīruma         | Lettonia    | 1'28"917 | +0"819   |
| 9    | Nina Reithmayer      | Austria     | 1'28"938 | +0"840   |
| 10   | Anke Wischnewski     | Germania    | 1'28"971 | +0"873   |

### Doppio
La gara fu disputata il 6 febbraio nell'arco di due manches e presero parte alla competizione 46 atleti in rappresentanza di 13 differenti nazioni; campioni uscenti erano i tedeschi André Florschütz e Torsten Wustlich, che conclusero la prova al secondo posto, ed il titolo fu conquistato dagli italiani Gerhard Plankensteiner ed Oswald Haselrieder, già medaglie di bronzo ai mondiali di Altenberg 1996 ed ai Giochi olimpici di Torino 2006, mentre terzi giunsero gli statunitensi Mark Grimmette e Brian Martin, sul podio ai Giochi di Nagano 1998 e di Salt Lake City 2002 oltreché in altre cinque rassegne iridate.
| Pos. | Atleti                                    | Nazione     | Tempo    | Distacco |
| ---- | ----------------------------------------- | ----------- | -------- | -------- |
|      | Gerhard Plankensteiner Oswald Haselrieder | Italia      | 1'27"401 |          |
|      | André Florschütz Torsten Wustlich         | Germania    | 1'27"458 | +0"057   |
|      | Mark Grimmette Brian Martin               | Stati Uniti | 1'27"611 | +0"210   |
| 4    | Christian Oberstolz Patrick Gruber        | Italia      | 1'27"881 | +0"480   |
| 5    | Patric Leitner Alexander Resch            | Germania    | 1'27"992 | +0"591   |
| 6    | Christian Niccum Dan Joye                 | Stati Uniti | 1'28"012 | +0"611   |
| 7    | Tobias Wendl Tobias Arlt                  | Germania    | 1'28"038 | +0"637   |
| 8    | Peter Penz Georg Fischler                 | Austria     | 1'28"320 | +0"919   |
| 9    | Matthew Mortensen Preston Griffall        | Stati Uniti | 1'28"401 | +1"000   |
| 10   | Christopher Moffat Michael Moffat         | Canada      | 1'29"007 | +1"606   |

### Gara a squadre
La gara fu disputata il 8 febbraio ed ogni squadra nazionale poté prendere parte alla competizione con una sola formazione; nello specifico la prova vide la partenza di una "staffetta" composta da un singolarista uomo ed uno donna, nonché da un doppio per ognuna delle 10 formazioni in gara, che scesero lungo il tracciato consecutivamente senza interruzione dei tempi tra un atleta e l'altro; il tempo totale così ottenuto laureò campione la nazionale tedesca di Felix Loch, Natalie Geisenberger, André Florschütz e Torsten Wustlich davanti alla squadra austriaca formata da Daniel Pfister, Nina Reithmayer, Peter Penz e Georg Fischler ed a quella lettone composta da Guntis Rēķis, Maija Tīruma, Andris Šics e Juris Šics.
| Pos. | Squadra     | Atleti                                                                      | Tempo    | Distacco |
| ---- | ----------- | --------------------------------------------------------------------------- | -------- | -------- |
|      | Germania    | Felix Loch Natalie Geisenberger André Florschütz / Torsten Wustlich         | 2'39"630 |          |
|      | Austria     | Daniel Pfister Nina Reithmayer Peter Penz / Georg Fischler                  | 2'41"140 | +1"510   |
|      | Lettonia    | Guntis Rēķis Maija Tīruma Andris Šics / Juris Šics                          | 2'42"499 | +2"869   |
| 4    | Italia      | Armin Zöggeler Sandra Gasparini Gerhard Plankensteiner / Oswald Haselrieder | 2'42"994 | +3"364   |
| 5    | Slovacchia  | Jozef Ninis Veronika Sabolová Ján Harniš / Branislav Regec                  | 2'43"521 | +3"891   |
| 6    | Stati Uniti | Bengt Walden Erin Hamlin Mark Grimmette / Brian Martin                      | 2'44"084 | +4"454   |
| 7    | Rep. Ceca   | Jakub Hyman Petra Kaprasova Antonín Brož / Lukáš Brož                       | 2'48"793 | +9"163   |
| 8    | Romania     | Valentin Creţu Raluca Strămăturaru Paul Ifrim / Andrei Anghel               | 2'50"147 | +10"517  |
| -    | Canada      | Samuel Edney Alex Gough Christopher Moffat / Michael Moffat                 | DSQ      |          |
| -    | Russia      | Al'bert Demčenko Aleksandra Rodionova Michail Kuzmič / Stanislav Micheev    | DNF      |          |

## Medagliere
| Posizione | Nazione     | Oro | Argento | Bronzo | Totale |
| --------- | ----------- | --- | ------- | ------ | ------ |
| 1         | Germania    | 2   | 2       | 0      | 4      |
| 2         | Italia      | 1   | 1       | 0      | 2      |
| 3         | Stati Uniti | 1   | 0       | 1      | 2      |
| 4         | Austria     | 0   | 1       | 1      | 2      |
| 5         | Lettonia    | 0   | 0       | 1      | 1      |
| 5         | Ucraina     | 0   | 0       | 1      | 1      |
| Totale    | Totale      | 4   | 4       | 4      | 12     |